# Kai Lewins
Kai Lewins, né le 27 novembre 2001 à Sydney (Nouvelle-Galles du Sud), est un acteur australien.
Il est surtout connu pour incarner le rôle d'Ari Gibson dans la série télévisée Surviving Summer.

## Biographie
Kai Lewins est né le 27 novembre 2001 à Sydney, en Australie. Depuis qu'il a 14 ans, il surfe avec un groupe d'amis le plus souvent possible. Il n'a jamais fait de compétitions, mais il le fait pour le plaisir. Il arrivait à l'école et s'endormait, puisqu'il se levait à quatre heures du matin pour surfer avant d'aller à l'école,.

## Carrière
Il a commencé sa carrière d'acteur à un jeune âge. Il était un enfant confiant, donc sa mère lui a trouvé une agence pour les enfants. Il a commencé à apparaître dans des publicités ainsi que dans des catalogues,.
En 2014, lorsqu'il a interprété son personnage dans Carlotta, il a du explorer la sexualité et le genre, des aspects qu'il n'a jamais imaginés à cette époque là. Il incarnait un personnage basé sur les difficultés de la vie réelle de Carlotta. Il en était honoré de pouvoir participer à ce film.
En 2019, il apparaît dans le court métrage Broken Line North.
En 2022, il incarne Todd, le fils de Robin (Nicole Kidman), dans l'épisode 2 de la série d'anthologie d'Apple TV+, Roar. La même année, il tient l'un des rôles principaux, Ari, de la série télévisée australienne de Netflix, Surviving Summer. Après un accident de surf, Ari lutte contre son anxiété et se montre sensible. Il est calme et introspectif. Lewins déclare qu'Ari a une belle âme, qu'il veut que le meilleur de tous . Il surfe la majorité de ses propres scènes, alors que le reste des scènes nécessite des professionnels.

## Image publique

### Surviving Summer
Jo Werner, le producteur de la série, déclare : « Idéalement, nous recherchions un acteur expérimenté capable de surfer, et Kai Lewins était le ticket d'or. »

## Filmographie

### Cinéma
- 2018 : Celeste : Jack, jeune
- 2020 : Moon Rock for Monday : Steve

### Télévision

#### Séries télévisées
- 2011 : Wild Boys : Tom Barrett (7 épisodes)
- 2013 : The Elegant Gentleman's Guide to Knife Fighting : Jason - Smithston
- 2017 : Pulse : River Kadel
- 2022 : Roar : Todd
- 2022-2023 : Surviving Summer : Ari Gibson (18 épisodes)
- 2022 : The Twelve : Robbie Lawson jeune (2 épisodes)

#### Téléfilms
- 2014 : Carlotta : Richard, jeune

#### Courts métrages
- 2019 : Broken Line North : Julian